# 天 天和通りの快男児
『天 天和通りの快男児』（てん てんほーどおりのかいだんじ）は、福本伸行による日本の麻雀漫画作品。『近代麻雀ゴールド』（竹書房）にて、1989年から2002年まで連載された。単行本は全18巻。

## 概要
「理」によって麻雀を打っていた井川ひろゆきが、「理」以外のもので打つ天貴史と出会うことから物語は始まる。
当初麻雀人情ものとして連載がスタートしたが、徐々に麻雀勝負ものへと移行した。この作品により福本伸行は従来の人情物作家から脱皮し新境地を開拓した。このため作者の漫画家としての成長過程をたどることができる作品ともなっている。
本作品から派生した漫画に『アカギ 〜闇に降り立った天才〜』（1992年 - 2018年）、『HERO -逆境の闘牌-』（2009年 - 2021年、漫画：前田治郎、福本は協力として参加）、『闇麻のマミヤ』（2019年 - 2023年 ※第一部完
）、『老境博徒伝SOGA』（2023年 - 、原作：森橋ビンゴ、漫画：三好智樹・瀬戸義明、福本は協力として参加）がある。

## あらすじ

### 1巻 - 3巻
麻雀の「理」に対して深い造詣を抱き、大学受験のために雀荘で素人相手に荒稼ぎをしていた受験生、ひろゆきは麻雀の請負業を営む天とサシ馬勝負を行う。天の麻雀下手さも手伝って勝負は終始ひろゆき有利に進むが、南4局で天が明らかにイカサマな天和九蓮宝燈をあがり逆転する。そのことが縁で2人は知り合いとして付き合い始める。
やがてやくざだが義侠な男、沢田と知り合ったひろゆきは代打ちの道を歩き出す。その最初の仕事の地上げ勝負の相手はなんと天だった。勝負は再びイカサマの天和九蓮宝燈を決めた天の勝ちとなるが、実際には天と沢田が自ら全ての面倒の犠牲になることを選択した結果となる（この辺りから、天は実際には麻雀にとても強いことが判明してくる）。
天・中西との勝負で負けたことがきっかけで、元々険悪な仲だった地上げ屋と半荘60回の勝負となったひろゆき・沢田だが、地上げ屋の雇った代打ち、室田に苦戦する。差も広げられ万策尽きたかに思えたその時、天が現れ代打ちを志願する。室田のトリックを見破り、プレッシャーの張り合いに勝利した天は完全に室田を撃破するが、地上げ屋側は切り札として「無敵」と恐れられる赤木を投入する。超人的な才気を武器にする赤木は天を圧倒したが、赤木は1回の半荘の負けを理由に代打ちを辞退する。その後、地上げ屋側は天より格上の代打ちを用意できず、赤木が作った勝ちの貯金を守りきれずに勝負は沢田・ひろゆき・天側の勝利となる。勝負の後、沢田と天はひろゆきに、実力は問題ないが表社会に戻れる人間はそうすべきであると諭す。

### 東西戦編
2年後、大学に入り表社会に暮らしていたひろゆきだったが、その心は天や赤木のような麻雀勝負を求めていた。やがて大阪で知り合った麻雀打ちの健に「東」の裏プロ達と「西」裏プロ達が雌雄を決する「東西戦」があることを教えてもらう。「東」の頭領が天であることを知ったひろゆきはその決戦メンバーに志願。ヤクザの代理戦争ともいえる莫大な利権が懸かった危険な戦いのため、最初は断られるが、執念で念願を果たし参加する。
「東西戦」は決勝メンバー選出の「ビケ殺し」、「トップ取り」「満貫しばり勝負」を経て「クリア麻雀」そして「二人麻雀」へと移行する（その際行われた特殊ルールを伴う麻雀については後述）。

### 通夜編
「東西戦」の9年後、麻雀の世界から身を引いてサラリーマンとして暮らしていたひろゆきは、たまたま見た新聞の訃報欄に赤木しげるの名前を見つける。困惑したまま赤木の葬儀、そして通夜に訪れたひろゆき。しかし、赤木はまだ生きていた。なぜこのようなことをするのかと問うひろゆきに、赤木、そして金光の口から衝撃の事実が告げられる。なんと、アルツハイマーにかかった赤木が、自分が自分であることを保てるうちに安楽死によって逝くことを決意し、その直前に「東」のメンバー全員と「西」の原田・僧我と最後の会話をすることを決めたというのだ。そのことを知った者達は、ある者は赤木を引きとめようとし、ある者はその死を見届けようとするのだった。
安楽死問題についても触れており、麻雀漫画を取り扱う『近代麻雀』シリーズの中でも麻雀を行わない異例の章である。

## 登場人物

### 「東」
天 貴史（てん たかし）
声 - 岡田雅夫（PS2版） / 宮崎寛務（ゲーム『麻雀格闘倶楽部Sp』）
演 - 岸谷五朗
本編の主人公で、無類の勝負強さと強い意思をもつ博徒（代打ち）。
義理人情に篤く、何でも感情的に分かち合おうとする好漢だが、かつては人を陥れることで勝ち続けていた過去を持っていた。しかしある時から一転して、弱者の立場にたって行動することとなる。その優しさは時として敵側の人間にも向けられ、相手のメンツを保たせるためにわざと自分にとって不利益になるような行動を取ることもあり、体中に刻まれた傷跡はその名残である。嫁が2人いる。
物語序盤では、分かりやすいイカサマの役満で逆転勝利したり、素人に大敗するなど、弱小な打ち手であるかのように見せていたが、その実はかなりの実力者であり、どんな苦境に陥ろうと諦めない「どこまでも切れない分厚い麻雀」を打ち、無敵といわれた天才・赤木しげるに半荘一回のみだが唯一土をつけるなど、数々の不可能を可能にしていく。東西決戦では東の頭を張り、西の頭である原田と熱戦を繰り広げた。
通夜編では、最初こそ賛同していたものの後に気が変わり、最後の面会人として赤木と「生」について論じ合い、必死に翻意をうながす。
本作品からの派生作品『アカギ 〜闇に降り立った天才〜』には未登場だが、『HERO〜逆境の闘牌〜』には第1話から登場している。
井川 ひろゆき（いがわ ひろゆき）
声 - 堀米幸樹（PS2版）
演 - 古川雄輝
本編のもう一人の主人公で、理詰めの繊細な麻雀を打つ青年。第一話では受験生として登場し、その後エピソードが進むに従って大学生、社会人へと年齢を重ねた姿が描かれている。あだ名は「ひろ」。
最初は小遣い稼ぎ程度の感覚で麻雀を打っていたが、次第により強い相手を求めるようになり、真剣勝負の代打ちの世界に惹き込まれて行く。天と赤木を心から慕い尊敬している。ちなみに、物語開始当初は純粋な雀力では天よりも格上として登場した。
非常に聡明で、デジタル式の計算力と観察力の高さは天を始めとした歴戦の勝負師達をも唸らせたが、「理」に頼り、慎重に行動しすぎてしまうきらいがあったために度々裏をかかれて苦戦を強いられる。東西決戦では天や赤木達の支えもあって勝負に対する決意を強め、次第に成長して行く。しかし同時に天や赤木のような天才との違いを知ることで劣等感を抱き、麻雀で生きていくことへの恐れを抱いてしまった。東西戦後はサラリーマンとして生き、停滞した日々を送る。通夜編では赤木と対話し「人生の実」を諭される。
本作品からの派生作品『HERO〜逆境の闘牌〜』では本作終了後、赤木亡き後、天と赤木という二人の「天才」に追いつこうとする彼の姿が描かれている。
赤木 しげる（あかぎ しげる）
声 - 松崎霜樹（PS2版） / 田中秀幸（ゲーム『ポーカーチェイス』） / 萩原聖人（ゲーム『麻雀格闘倶楽部Sp』）
演 - 吉田栄作
何の後ろ盾もなくただ己の能力のみを頼りに生きてきた伝説の博徒。かつて3年間ほど裏社会の頂点に君臨していたが、立場や名声が自分を束縛するという主義のため、早い段階で引退した。
「神域の男」「鬼神」「百年に一人の天才」といわれ、数えきれないほどの伝説を持つ。桁外れの才気に死をも恐れぬ精神と、神域にまで達するといわれる強運・直感を持ち、華やかさと静けさを併せ持つ天衣無縫で大胆不敵な麻雀を打つ。勝負事において無敵といえるが、全盛期と比べるとその運気にわずかに翳りがみられる場面もあった。自由気ままな言動で周囲を振り回す不良中年ぶりは、一般的な価値観からすると「自己中心的でいいかげんな人物」とも言えるが、勝負事に対する姿勢は非常に真摯であり何よりも真剣勝負を好む。
初登場時は天の対戦相手の代打ちとして天と激闘を繰り広げるが、続く東西戦では東陣営の仲間に入り最も頼もしい存在となる。また、未熟なひろゆきに対して助言することも多く、師弟のような関係になる。通夜編は進行性のアルツハイマーを患いアルツハイマーで廃人になる前に安楽死することを決意した赤木が中心の章となる。
己を大きな生命のサイクルの一環として捉えながら、常識や損得に囚われずただひたすらに「赤木しげるとして」の生き方を貫こうとしたその死生観は多くのファンの語り種となっている。
本作品からの派生作品『アカギ 〜闇に降り立った天才〜』は彼の少年時代から青年時代の話であり、Vシネマ化やアニメ化・テレビドラマ化もされる人気作となった。
浅井 銀次（あさい ぎんじ）
声 - リチャード博美（PS2版）
演 - 田中要次
かつて「三色銀次」と呼ばれていた新宿に住む東京随一の打ち手。その武器は洗練された限定ガン牌である。タイ語、アラビア語、マレーシア語などの字を理解しており、様々な外国語の文字を理解して自身が覚えられる字の認識数を増やすことで、麻雀牌にあるほんの僅かな汚れや傷をその文字を照合させて覚えることでガンとしている。
老齢でありながらもなお衰えない高い認識力と、職人技ともいえる常人の発想を超えたガン付け技術を併せ持つ。その技を会得してからは赤木と戦った時を除けば無敗を誇り、若き頃の天をも破っている。その技の特性から多くの人目に晒されることを嫌い、大きな場には出てこなかった。
東西戦のメンバー集めをしていた天との2回目は戦いでガン牌を見抜かれて銀次が敗北する。迷った末東西決戦に参戦。天才的なガン牌の技で西陣営を苦しめる。しかし、決勝では牌に異物を付ける方法でガン牌を仕掛けたために対象牌が露見し、それを逆手に取った原田によって一度の振り込みで敗北する。
通夜編では自分が末期癌に侵されていることをアカギに告白し、「死に対する恐怖」について2人で語る。後日談では「血の抜き入れをする」治療によりガンが改善され、今もなお健在であることが金光の口から語られている。
五十嵐 健（いがらし けん）
声 - 高井一美（PS2版）
演 - 星田英利
「とりえは麻雀のみ」と自称する中卒の青年。ひろゆき同様東西決戦では若手。天を兄貴分として慕っている。
上昇志向が強く、元々は西の出身であるにもかかわらず、東西決戦では層が薄く状況不利の東軍にあえてつき、西の頭領、原田との対局が決まった時も最初から原田の首を狙いに行くなど、一発大穴にかける強い野心性を持つ。東西戦ではイカサマの役満で原田を放銃させたものの、あっさりとイカサマを看破され、イカサマによる失格により一回戦敗退となった。
通夜編では金光の次の面会人となり、赤木を止めようとしていた。
鷲尾 仁（わしお ひとし）
声 - 十川和弘（PS2版）
「北の二強」と呼ばれる内の一人であり、北海道随一の打ち手。
東西決戦では同じ東陣営ながら、ひろゆきと決勝進出をかけて争ったものの最後には自分に献身的に援護していたかと思っていたひろゆきに放銃してしまい、決勝進出とはならなかった。
赤木とは親交があったらしく、金光と3人でハワイに行ったり、安楽死を決意した赤木を涙ながらに止めようとしていた。
金光 修蔵（かなみつ しゅうぞう）
声 - 渡邊雄基（PS2版）
演 - 田山涼成
鷲尾と並ぶ「北の二強」の一人。東北は岩手の麻雀寺、清寛寺の住職。
鷲尾同様赤木とはかねてから親交があり、その縁から通夜編では僧侶と言う立場もあり、赤木の身の回りの世話を取り仕切る役を担うが、友である赤木の安楽死の計画を止めようとせずに協力することを半ば後悔しており、苦悩していた。このことに関して赤木からは嫌な役目をさせて悪かったと謝罪された。
東西決戦では曽我のイカサマ役満に放銃してしまい早々に敗退したが通夜編になってから急に出番が増え、赤木の最初の面会人になり、最終話にも登場した。

### 「西」
原田 克美（はらだ かつみ）
声 - ダーダラ武史（PS2版） / 竹内良太（ゲーム『麻雀格闘倶楽部Sp』）
演 - 的場浩司
関西屈指の大阪の暴力団の組長。東西戦の仕掛け人にして西の頭。
「現役の王」「赤木の再来」とも言われる現役最強の打ち手。殺意を剥き出しにした打ち筋は、天に「人を殺る麻雀」と称され、抜き身の日本刀に例えられる鋭さを見せる。目的達成のためには手段を選ばない非情かつ強行的な男だが、その根は麻雀に魅せられており、最終戦では天との決着を付ける為に自らの利益もかなぐり捨てて、二人麻雀による一騎討ちを望んだ。しかし最後は決して諦めずにほんの僅かな勝つ可能性に賭けて理をかなぐり捨てた天に敗北を喫した。
通夜編では赤木を拉致してでも生かそうとするが、赤木にその死生観を語られ成功を積み重ねて来た己の不自由さを気づかされる。また、天とひろゆきが最後に語らう時間を残すために赤木の拉致を中止するなど、認めた人間にはかすかな人間味を見せる。
僧我 三威（そが みつい）
声 - トミー昭次（PS2版） / 龍田直樹（ゲーム『麻雀格闘倶楽部Sp』）
演 - でんでん
赤木が現れるまでは裏世界最強と呼ばれた「怪物」。十数年もの長期にわたり勝ち続け、無敗を誇った伝説の存在である。
赤木ほどの華やかさや、原田のような殺気はないものの、常人には理解できない「麻雀の闇」を見通しているとさえ言われる極めて高い直感力をもち、自らの気配を消し忍び寄るように狙い討ち取る不気味なほどの打ち筋を見せる。
十数年もの間、闇の王として君臨した後に引退した僧我であったが、その経歴も後に裏世界に君臨した赤木しげるの華やかな活躍の前では霞んでしまうこととなる。それ故、赤木に対しては憎悪にも近いライバル心を抱いており、幾度となく赤木と直接対決にて決着を付けようとした。が、それは同時に赤木の実力を認めていたことの裏返しでもあった。
通夜編では、最後に自身と赤木との決着をつけようと、既に麻雀がわからなくなっていた赤木との最終決戦に「9（ナイン）」と言うゲームを提案し、自身が勝つことで宿命のライバル・赤木の自殺を食い止めようとする。
阿久津（あくつ）
声 - ブラウンライス（PS2版）
演 - 永岡卓也
山陰の打ち手。西の作戦による差し込みで早々に決勝進出を決める。東西戦では唯一人無敗を貫き、西のツモ和了作戦で天や赤木にもダメージを残した高い雀力を持ち、主要キャラに比べて地味ながらも完璧に近い麻雀で一度たりとも振り込まなかったにも関わらず、同卓に入った三井が役満阻止のための差し込みを拒否した煽りを受け役満和了の親被りにより敗退する。
三井（みつい）
声 - 後藤晃（PS2版）
演 - 金子昇
西の作戦により予選最初の通過者となるが、決勝では序盤から赤木の闘牌に翻弄。更に相手の役満を味方への差し込みで潰そうにも自身の脱落を拒んだことで、四暗刻の成立を許し阿久津ともども脱落する。
南郷（なんごう）
声 - 家村忍（PS2版）
博多の打ち手。二次予選ではどの勝負でも優位に立つも、初戦は銀次のガン牌、次戦は天の執念に、最終戦はひろゆきの奇策にとどれもあと少しのところで敗れる。
坂口（さかぐち）
声 - イッシー芳弘（PS2版）
一次予選のビケ殺しでイカサマのトリプル役満の親被りを受け赤木に敗北。関西弁で喋る。
吉井（よしい）
声 - 空井敦史（PS2版）
原田の指示で途中で仮病により尾神と交代する。
尾神 桂
声 - 高原一穂（PS2版）
原田が天対策として用意した刺客。自分が勝つことよりも天を倒す任務を優先するヒットマンのような打ち手。その異端の打ち筋は原田すら｢人間性を感じない｣｢ここまでのプロだとはな｣と感服した。しかし、天の捨て身の打牌によって異端の打ち筋を崩してしまい、天の決勝進出を許してしまった。

### その他
沢田
声 - 上野竜（PS2版）
演 - 山口祥行
昔の東映ヤクザに憧れる、人情味溢れる任侠。雀荘でひろゆきと卓を囲んだことから、ひろゆきに代打ちとしての素質を見出しスカウトする。妻子持ちだったが、既に別れている。初期の「天」における主要人物の一人。
東西戦編の序盤以降登場することはなくなったが、『HERO〜逆境の闘牌〜』にて再登場を果たす。
中西
声 - イッシー芳弘（PS2版）
演 - おかやまはじめ
ラーメン屋の店主。天とコンビを組みひろゆき・沢田と勝負する。
室田
声 - ダイナマイト公孝（PS2版）
演 - 相島一之
大阪でもトップクラスの代打ち。プレッシャーによって相手を勝負から降ろしてしまう「降ろしの麻雀」を武器としていた。
赤木が地上げ屋から代打ちの依頼を受けた際に、自分の代理として室田を紹介していたことから、赤木とは少なからず交友があったようである。
浦部、鷲巣巌
かつて赤木が戦った人物として回想に登場。
詳細は『アカギ 〜闇に降り立った天才〜』を参照。

## 特殊麻雀

### ビケ殺し
東西戦の予選リーグの前半戦でのルール。東西両陣営の6名ずつが3卓（よって、2対2が3つ）で麻雀を半荘行い、それぞれの卓で最下位だった3名が脱落になる。

### トップ取り
東西戦予選リーグでの後半戦でのルール。半荘ごとにトップが決勝進出となり、最終的に残った3名が脱落になる。

### 東西戦決勝ルール
東西戦予選リーグの勝者8名で行われた変則麻雀。主な特徴として、
- 満貫未満のあがりは場を流すだけで無効（タンピン三色などの30符4翻は繰り上げ満貫扱いとする）。
- あがっても点棒が増えず相手の点棒が減るだけの減点方式。また点棒が無くなった者が脱落になるサバイバル式。ただしリーチ棒、連荘棒は考えない。
- 10巡ごとに控えている味方と交代する交代制。生きているメンバーが4名の場合は2人ずつのペアで交代し、3名の場合は一人ずつの循環式、2名だと交代は無くなる。流局または和了した場合、巡目のカウントは次局に持ち越す。
- 決着がつくまで、東南戦を繰り返す。

4名が脱落した時点で、東西最終決戦へ移行する。

### クリア麻雀
東西最終決戦において、東側陣営の大将・天貴史が考案した変則ルールの麻雀。麻雀の代表的な二翻役5つ（下記）を先にクリアした側が勝つというルール。
作中では西側陣営の大将・原田からの提案で、通常の点棒のやり取りも行われ、0点以下（ハコ）になった時点で相手陣営が勝利する、というルールとの並立制で試合が行われた。
主な特徴として、
- 一気通貫・三色同順・混全帯么九(チャンタ)・三暗刻・七対子を和了する。陣営として和了すれば良く、味方の差し込みも可。クリアするまで半荘を繰り返す。
- 食い下がりは考慮せず、役が成立していればよい。
- 複合役（チャンタ・三色同順など）の和了は、一度に2つの役をクリアしたものとみなす。
- 上位の役（チャンタに対する純チャンや混老頭、三暗刻に対する四暗刻、七対子に対する二盃口など）を和了しても、クリアとはみなさない。

この時、クリアの成立と箱が同時だった場合の取り決めをしていなかったため、後の二人麻雀へ移行することとなる。

### 二人麻雀
東西決戦最終戦において、西側陣営の大将・原田克美が提案したルール。
テンパイまでを競うステージAと、相手の和了牌を看破するステージBからなる。制限時間は1時間。1時間経過時点で新たな局が成立（サイコロの目が確定）していれば、その局は有効である。いたずらな時間の消耗を防ぐため、時間の経過は伏せられ、終了10分前と5分前、そして終了時の3度の合図（目覚まし時計のベル）のみ対戦者に知らされる。最後の局が流局となった場合、供託はトップのもの。終了時に得点の多かった方が勝者となる。
- ステージA

2人で通常の麻雀を行う。場風は東で固定、自風は親の東と子の西のみ。鳴きはポン・チー・カン全て可。積棒は増えるが、二翻縛りはない。初めにリーチをかける為の千点棒を10本ずつ支給する。18巡内にどちらかのリーチあるいはテンパイ宣言を以って終了し、ステージBに移行する。後述のステージBを成立させるため、ノーテン・フリテン状態での宣言は禁止だが、カラテン（河と自分の手牌の中に和了牌が全て見えていて、和了り目がない状態）での宣言は可能。テンパイしても宣言をせずに、さらに高い役を狙って続行することも可能だが、フリテンになったり相手にテンパイを宣言された場合水泡に帰すので、役の高低とタイミングの駆け引きが重要である。また、良形で待ちが多いとその分当てられる可能性も高くなるため、かえって悪形で待ちが少ないほうが良い場合も多い。18巡でどちらも宣言が無かった場合は流局。親権は子が和了しなければ移動しない。
- ステージB

テンパイ宣言側が攻撃側、被テンパイ宣言側が守備側となる。まず守備側が攻撃側の和了牌を推理し、2牌指定する。正解（指定した牌が和了牌）の場合はその時点で流局となり、攻撃側が手牌を開けてテンパイが成立していることを示し、積み棒を積んで次局に移行する。両面待ちなどの多面待ちの場合は、待ち牌の一つでも当たれば正解となる。
不正解の場合は、攻撃側が5回のツモの権利を得、その5牌内に和了牌があればツモ和了が成立する。このため、ロン和了の概念はない。一発と門前ツモの一翻は加算される。点数は通常の四人麻雀と同じだが、点棒のやり取りはなく、ひたすら得点を重ねるだけである。和了牌を引いても、高めを狙う場合はツモった牌を伏せて捨て、さらにツモることが出来る。
通常の麻雀のリーチ同様、和了牌、暗カン牌以外はツモ切り。5牌の中に和了牌がなければ、再び守備側の和了牌指定となる。これを王牌残し（通常の4人麻雀と同じ）の位置まで繰り返す。

### 9（ナイン）
通夜編で、アルツハイマー型認知症のために麻雀がすでにわからなくなってしまっていた赤木のために、僧我が挑んだ勝負。2人で行う心理戦である。トランプの戦争に近い。作中では僧我が負けた場合は僧我が死に、赤木が負けた場合は赤木は生き（赤木は死にたがっているため）、引き分けは勝負なしというルールとなった。
まず2人が互いに1から9までの数牌（作中では筒子を使用）を1つずつ持つ。そしてその9牌から1つを任意に牌を伏せて出す。2人が牌を出したらそれを開き、数字が大きかった方が、2つの数字の和の分点数を得る（たとえば6対3だった場合6側が9点を得る）。引き分け時は2人とも0点。
あとは残った牌（1回戦後は8牌、2回戦後は7牌…となる）で再び上記の戦いを行い、9回（手持ちの牌が無くなるまで）これを繰り返す。最終的に得点が多かった方が勝ちである。
よって、勝った回数よりも、得た得点が重要であり、強い牌同士の戦いで競り勝つ（自身が得る得点が大きくなる）こと、逆に相手の強い牌に1や2などの必敗牌をぶつける（相手の得る得点が小さくなる）ことが勝ちへの道となる。なお、このゲームは仕組み上7戦目までが全て引き分けになった場合、残りの勝敗に関係なく引き分けが決定する（互いに同じ牌・xとyを持つ形となっており、どう組み合わせても両者0点か（x+y）点の引き分けにならざるを得ない）。赤木はこの理屈もすでに理解するのが難しくなっていたが、数という概念ではなく描かれた模様で牌を認識し、残されていた勝負の勘でゲームに臨む。

## 単行本
『天 天和通りの快男児』（近代麻雀コミックス 竹書房）
1. 1989年8月21日発売 ISBN 9784884754310
2. 1989年8月21日発売 ISBN 9784884754327
3. 1990年5月31日発売 ISBN 9784884754549
4. 1991年4月19日発売 ISBN 9784884755058
5. 1992年4月24日発売 ISBN 9784884755751
6. 1992年7月31日発売 ISBN 9784884755966
7. 1993年4月22日発売 ISBN 9784884756390
8. 1994年2月28日発売 ISBN 9784884756994
9. 1995年2月27日発売 ISBN 9784884757809
10. 1995年8月17日発売 ISBN 9784884758332
11. 1996年7月27日発売 ISBN 9784812450765
12. 1997年8月30日発売 ISBN 9784812451458
13. 1998年8月27日発売 ISBN 9784812452080
14. 1999年3月27日発売 ISBN 9784812452875
15. 2000年5月27日発売 ISBN 9784812453902
16. 2000年11月24日発売 ISBN 9784812454565
17. 2001年6月27日発売 ISBN 9784812455319
18. 2002年4月27日発売 ISBN 9784812456484

『天 逆転発想の秘術』 著：福地誠（近代麻雀コミックス 竹書房）闘牌の解説本。
1. 2001年4月27日発売　ISBN　9784812454930

『天 天和通りの快男児』（近代麻雀コミックス、新装版）
1. 2015年7月31日発売 ISBN 9784801953215
2. 2015年8月27日発売 ISBN 9784801953369
3. 2015年9月26日発売 ISBN 9784801953598
4. 2015年10月26日発売 ISBN 9784801953772
5. 2015年11月28日発売 ISBN 9784801954106
6. 2015年12月25日発売 ISBN 9784801954328
7. 2016年1月27日発売 ISBN 9784801954458
8. 2016年2月27日発売 ISBN 9784801954656
9. 2016年3月26日発売 ISBN 9784801954861
10. 2016年4月27日発売 ISBN 9784801955158
11. 2016年5月27日発売 ISBN 9784801955394
12. 2016年6月27日発売 ISBN 9784801955714
13. 2016年7月27日発売 ISBN 9784801956018

## ゲーム
2003年12月11日にディースリー・パブリッシャーのSIMPLE2000シリーズ Ultimateから『闘牌!ドラマティック麻雀 天 天和通りの快男児』がPlayStation 2用ソフトとして発売された。

## パチンコ・パチスロ
- パチンコ - CR PACHINKO天 天和通りの快男児（2011年、奥村遊機）、ぱちんこCR天 天和通りの快男児II（2013年、奥村遊機）
- パチスロ - パチスロ天 天和通りの快男児（2012年、藤商事）

## テレビドラマ
同名タイトルのテレビドラマが、2018年10月4日（3日深夜）より12月20日（19日深夜）まで、テレビ東京の新ドラマ枠「ドラマパラビ」で、毎週木曜1:35 - 2:05（水曜深夜）に放送（全12回）。主演は岸谷五朗。原作にあった東西戦予選リーグは無い。映画版『カイジ』同様、作者の福本が黒服の一人として特別出演している。
テレビ東京での第1話放送終了直後より、動画配信サービスParaviで全話が一挙先行配信されているほか、11月1日からは、Paravi限定でオリジナルエピソード（11話と12話の中間にあたる）が配信された。
連続ドラマでは原作終盤が割愛されていたが、2019年12月29日（28日深夜）放送の特別ドラマ『天 赤木しげる葬式編』で実写化された。11月11日にはParaviで完全版（全5話で各30分前後）が先行配信された。

### ドラマパラビ『天 天和通りの快男児』

#### キャスト
- 天 貴史 - 岸谷五朗
- 井川 ひろゆき - 古川雄輝
- 原田 克美 - 的場浩司
- 僧我 三威 - でんでん
- 中西 - おかやまはじめ
- 丸尾 - 田窪一世
- 室田 - 相島一之
- 沢田 - 山口祥行
- 浅井 銀次 - 田中要次
- 五十嵐 健 - 星田英利
- 三井 - 金子昇
- 阿久津 - 永岡卓也
- 赤木 しげる - 吉田栄作

#### スタッフ
- 原作：福本伸行
- 監督：二宮崇、柴田啓佑、宮脇亮
- 脚本：根本ノンジ、政池洋佑、宮本正樹
- 主題歌：THE YELLOW MONKEY「天道虫」（ATLANTIC/ワーナーミュージック・ジャパン）
- 製作：テレビ東京、The icon
- 製作著作：「天」製作委員会

#### 放送日程
| 話数       | 放送日         | サブタイトル        | 脚本                | 監督     |
| ---------- | -------------- | ------------------- | ------------------- | -------- |
| 第1話      | 2018年10月04日 | 最凶の麻雀          | 根本ノンジ          | 二宮崇   |
| 第2話      | 10月11日       | 全財産かけた麻雀    | 根本ノンジ          | 二宮崇   |
| 第3話      | 10月18日       | 最強の雀士アカギ    | 根本ノンジ          | 二宮崇   |
| 第4話      | 10月25日       | 四暗刻地獄待ち      | 根本ノンジ          | 二宮崇   |
| 第5話      | 11月01日       | 350億賭けた東西戦   | 政池洋佑            | 柴田啓佑 |
| 第6話      | 11月08日       | 雀神アカギの闘牌    | 政池洋佑            | 柴田啓佑 |
| 第7話      | 11月15日       | 雀神アカギの逆襲    | 政池洋佑            | 柴田啓佑 |
| 第8話      | 11月22日       | 起死回生の四暗刻    | 政池洋佑            | 宮脇亮   |
| 第9話      | 11月29日       | 雀神アカギ敗北!?    | 根本ノンジ          | 宮脇亮   |
| 第10話     | 12月06日       | 逆転! 地獄の麻雀    | 根本ノンジ          | 宮脇亮   |
| 第11話     | 12月13日       | 最終章! 二人麻雀    | 根本ノンジ 宮本正樹 | 二宮崇   |
| 配信限定話 | -              | -                   | 宮本正樹            | 二宮崇   |
| 最終話     | 12月20日       | 天 天和通りの快男児 | 宮本正樹            | 二宮崇   |

### ドラマパラビ『天 赤木しげる葬式編「アカギと7人の男たち」』
2019年12月29日(日) 00:55 - 02:50 放送

#### キャスト（赤木しげる葬式編）
- 天 貴史 - 岸谷五朗
- 井川 ひろゆき - 古川雄輝
- 浅井 銀次 - 田中要次
- 五十嵐 健 - 星田英利
- 金光 修蔵 - 田山涼成
- 僧我 三威 - でんでん
- 原田 克美 - 的場浩司
- 赤木 しげる - 吉田栄作
- 蔵持 - 聡太郎
- 僧我の黒服 - 黄地裕樹
- 雀士・山下 - 近藤廉
- 雀士・荒木 - 小倉遥
- 雀士・滝沢 - 滝沢和典

#### スタッフ（赤木しげる葬式編）
- 原作：福本伸行
- 監督：二宮崇
- 脚本：宮本正樹
- 音楽：諸橋邦行
- 主題歌：THE YELLOW MONKEY「バラ色の日々」（BMGファンハウス）
- 製作：テレビ東京、The icon
- 製作著作：「天　赤木しげる葬式編」製作委員会

### 放送局
| 放送期間                       | 放送日時                    | 放送局         | 対象地域   | 備考           |
| ------------------------------ | --------------------------- | -------------- | ---------- | -------------- |
| 2018年10月4日 - 12月20日       | 木曜1:35 - 2:05（水曜深夜） | テレビ東京     | 関東広域圏 | 製作局         |
| 2018年10月19日 - 2019年1月11日 | 金曜1:35 - 2:05（木曜深夜） | テレビ和歌山   | 和歌山県   | 独立局         |
| 2019年1月11日 - 3月29日        | 金曜0:00 - 0:30（木曜深夜） | BSテレ東（2K） | 全国       |                |
| 2019年1月11日 - 3月29日        | 金曜0:00 - 0:30（木曜深夜） | BSテレ東4K     | 全国       | 4K制作版で放送 |

「葬式編」は、テレビ東京では2019年12月29日（28日深夜）0:55～2:50、テレビ愛知では2:55～4:50、びわ湖放送では2020年1月2日（1日深夜）1:00～2:55、BSテレ東では1月3日（2日深夜）0:00～1:57に放送。

### DVD
『天 天和通りの快男児』DVD-BOX
バップから2019年3月27日発売。DVD4枚組（本編：3枚、特典映像：1枚）。
| テレビ東京 ドラマパラビ                | テレビ東京 ドラマパラビ                          | テレビ東京 ドラマパラビ                          |
| 前番組                                 | 番組名                                           | 次番組                                           |
| -------------------------------------- | ------------------------------------------------ | ------------------------------------------------ |
| 枠設立前につき無し                     | 天 天和通りの快男児 （2018年10月4日 - 12月20日） | さすらい温泉♨遠藤憲一 （2019年1月17日 - 4月4日） |
| テレビ東京 木曜1:35 - 2:05（水曜深夜） |                                                  |                                                  |
| キミスタ                               | 天 天和通りの快男児 （2018年10月4日 - 12月20日） | さすらい温泉♨遠藤憲一 （2019年1月17日 - 4月4日） |